# Sport1.FM
Sport1.FM (eigene Schreibweise: sport1.FM) war ein privater Hörfunksender der Sport1 Medien AG. Das Programm von Sport1.FM beschäftigte sich hauptsächlich mit der Übertragung von Fußball, Handball und Basketball. Station Voice war Oliver Mink, u. a. die deutsche Synchronstimme von Mark Wahlberg. Der Sender hatte seinen Sitz wie auch seine Schwestersender in Ismaning, München.

## Geschichte
Von 2008 bis 2013 lief das Fußballradio 90elf, betrieben von der Regiocast Digital GmbH, welches die Spiele der Fußball-Bundesliga und der 2. Fußball-Bundesliga sowie des DFB-Pokals, der UEFA Champions League und der UEFA Europa League live und in voller Länge übertrug. Am 19. März 2013 bekam 90elf jedoch keine Übertragungsrechte für die Saison 2013/14 und die Rechte gingen an Sport1. Der Sender ging am 19. Juli 2013 um 07:00 Uhr auf Sendung. Zunächst war geplant, dass Sport1.FM nicht via DAB+ ausgestrahlt wird, da der bisherige 90elf-Betreiber Regiocast Digital GmbH Sport1 die Nutzung seiner Kapazitäten verweigerte, um sie selbst nutzen zu können, jedoch ging Sport1.FM am 12. Juli 2013 eine Kooperation mit Energy DAB+ ein, auf welchem fortan die auf Sport1.FM gesendeten Spiele im Digitalradio übertragen wurden. Mit dem Ende der Saison 2015/16 wurde diese Kooperation jedoch wieder beendet. Für den 23. Spieltag der Saison 2014/15 verzeichnete der Sender erstmals 1,04 Millionen Aufrufe des Streams, was einen neuen Rekord bedeutete, welcher am 34. Spieltag derselben Spielzeit mit 1,7 Millionen Aufrufen noch einmal überboten wurde. Im Juni 2016 wurde bekannt, dass Sport1.FM seine Übertragungsrechte an den Internethändler Amazon.com verloren habe und den Betrieb daher nach der Saison 2016/17 einstellen werde.

## Programm
Sport1.FM übertrug alle Spiele der Fußball-Bundesliga und der 2. Fußball-Bundesliga live und in voller Länge. Zudem wurden ausgewählte Spiele des DFB-Pokals ausgestrahlt und dazu radiotaugliche Fernseh-Talksendungen wie der Doppelpass oder ehemals der Fantalk übertragen. Wochentags wurden zudem die Spiele der UEFA Champions League und der UEFA Europa League mit deutscher Beteiligung live und in voller Länge angeboten. Bis 2015 wurden Spiele der Europa League donnerstags im „Europa League Talk“ von Alexander Ibenhain und Alexander Schlüter begleitet. Außerhalb der Liveübertragungen wurden Spielwiederholungen, umrahmt von einem Musikmix aus 1980er und Pop, gesendet.
Von Juli 2013 bis Mai 2014 wurde wochentags von 12:00 Uhr bis 22:00 Uhr Deutschlands größte Sportshow im Radio „Sport1.FM Aktuell“ übertragen. Seit der Saison 2014/2015 konzentrierte sich der Sender stärker auf die Liveübertragungen von Sportereignissen und bot aktuelle Sportnews und Interviews in der „Nachspielzeit“, vormals dem "Sprachrohr" an, die als 60-minütiges Format im Anschluss an die Livespiele gesendet wurde. Ehemals übertrug der Sender auch Spiele der Handball- und der Basketball-Bundesliga.

### Sportarten (Auswahl)
| Sportart   | Veranstaltung                           | von  | bis  |
| ---------- | --------------------------------------- | ---- | ---- |
| Fußball    | Fußball-Bundesliga                      | 2013 | 2017 |
| Fußball    | 2. Fußball-Bundesliga                   | 2013 | 2017 |
| Fußball    | Fußball-Regionalliga                    | 2013 | 2014 |
| Fußball    | DFB-Pokal                               | 2013 | 2017 |
| Fußball    | UEFA Champions League                   | 2013 | 2017 |
| Fußball    | UEFA Europa League                      | 2013 | 2017 |
| Fußball    | Spiele der deutschen Nationalmannschaft | 2013 | 2016 |
| Handball   | Handball-Bundesliga                     | 2013 | 2014 |
| Basketball | Basketball-Bundesliga                   | 2013 | 2014 |
| Basketball | EuroLeague                              | 2013 | 2014 |

Anmerkungen:
1. 1 2 3 4  Nur ausgewählte Spiele
2. 1 2 3  Nur mit deutscher Beteiligung
3. ↑  Nur Freundschaftsspiele

### Moderatoren & Reporter

#### Moderatoren
| Moderator          | von  | bis  |
| ------------------ | ---- | ---- |
| Rudi Brückner      | 2013 | 2017 |
| Oliver Faßnacht    | 2013 | 2017 |
| Daniela Fuß        | 2013 | 2014 |
| Oliver Forster     | 2013 | 2016 |
| Markus Herwig      | 2013 | 2014 |
| Alexander Ibenhain | 2013 | 2017 |
| Tobias Schimon     | 2013 | 2017 |
| Alexander Schlüter | 2013 | 2016 |
| Konstantin Winkler | 2013 | 2017 |
| Katja Wölffing     | 2013 | 2014 |

#### Reporter
| Reporter                | von  | bis  |
| ----------------------- | ---- | ---- |
| Willi Arsan             | 2013 | 2015 |
| Oliver Beck             | 2014 | 2016 |
| Michael Birk            | 2013 | 2017 |
| Ralf Bosse              | 2013 | 2017 |
| Rudi Brückner           | 2013 | 2017 |
| Nicolas Buchalik        | 2014 | 2017 |
| Franz Büchner           | 2013 | 2017 |
| Andreas Cüppers         | 2013 | 2015 |
| Christian Ehrenstrasser | 2013 | 2017 |
| Christoph Fetzer        | 2013 | 2017 |
| Tobias Fischbeck        | 2013 | 2015 |
| Oliver Forster          | 2013 | 2016 |
| Daniel Gahn             | 2013 | 2017 |
| Adrian Geiler           | 2013 | 2017 |
| Stefan Grothoff         | 2013 | 2017 |
| Uli Hebel               | 2014 | 2017 |
| Markus Höhner           | 2013 | 2015 |
| Guido Hüsgen            | 2013 | 2017 |
| Alexander Ibenhain      | 2013 | 2017 |
| Piet Krebs              | 2013 | 2014 |
| Hansi Küpper            | 2013 | 2015 |
| Rolf Lange              | 2013 | 2017 |
| Andreas Mann            | 2013 | 2016 |
| Claus Müller            | 2013 | 2014 |
| Florian Pertsch         | 2013 | 2016 |
| Philipp Reichelt        | 2013 | 2017 |
| Bernd Roetmann          | 2013 | 2014 |
| Marco Röhling           | 2013 | 2017 |
| Alexander Schlüter      | 2013 | 2016 |
| Marcel Seufert          | 2016 | 2017 |
| Michael Seyberth        | 2013 | 2017 |
| Jochen Stutzky          | 2013 | 2016 |
| Hartwig Thöne           | 2013 | 2017 |
| Fabian von Wachsmann    | 2013 | 2015 |
| Tobias Wahnschaffe      | 2013 | 2017 |
| Andreas Wilde           | 2013 | 2014 |
| Manfred Winter          | 2013 | 2015 |
| Benni Zander            | 2013 | 2017 |

## Empfang
Der Sender wurde seit dem 19. Juli 2013 per Internet-Livestream und als App für BlackBerry 10, Android, iOS und Windows Phone verbreitet. Seit der Saison 2016/17 war ein terrestrischer Empfang via DAB+ nicht mehr möglich, nachdem die entsprechende Kooperation mit Energy DAB+ beendet wurde.